# Elvira Cuervo de Jaramillo
Pour les articles homonymes, voir Jaramillo.
Cuervo  de Jaramillo est un nom espagnol. Le premier nom de famille, en général paternel, est Cuervo ; le second, en général maternel, souvent omis, est de Jaramillo.
Elvira Cuervo de Jaramillo, née le 7 avril 1941 à Bogota, est une femme politique et diplomate colombienne.
Elle a été directrice du Musée national de Colombie durant treize années, ambassadrice de Colombie aux Nations unies et ministre de la Culture sous la présidence d'Álvaro Uribe